# Anomaloglossus
Anomaloglossus Grant, Frost, Caldwell, Gagliardo, Haddad, Kok, Means, Noonan, Schargel & Wheeler, 2006 è un genere di anfibi anuri, appartenente alla famiglia Aromobatidae.

## Etimologia
Il nome generico, dal greco anomalos (anomalo, inusuale) e glossa (lingua), è stato dato in riferimento all'insolita lingua che porta un processo linguale mediano.

## Distribuzione e habitat
Le specie del genere si incontrano in Brasile, Guyana francese, Suriname, Guyana, Venezuela, Colombia e Panama.

## Tassonomia
Comprende le seguenti 32 specie:
- Anomaloglossus apiau Fouquet, Souza, Nunes, Kok, Curcio, Carvalho, Grant & Rodrigues, 2015
- Anomaloglossus ayarzaguenai (La Marca, 1997)
- Anomaloglossus baeobatrachus (Boistel & Massary, 1999)
- Anomaloglossus beebei (Noble, 1923)
- Anomaloglossus blanci Fouquet, Vacher, Courtois, Villette, Reizine, Gaucher, Jairam, Ouboter, and Kok, 2018
- Anomaloglossus breweri (Barrio-Amorós, 2006)
- Anomaloglossus degranvillei (Lescure, 1975)
- Anomaloglossus dewynteri Fouquet, Vacher, Courtois, Villette, Reizine, Gaucher, Jairam, Ouboter, and Kok, 2018
- Anomaloglossus guanayensis (La Marca, 1997)
- Anomaloglossus kaiei (Kok, Sambhu, Roopsind, Lenglet & Bourne, 2006)
- Anomaloglossus leopardus Ouboter & Jairam, 2012
- Anomaloglossus meansi Kok, Nicolaï, Lathrop, and MacCulloch, 2018
- Anomaloglossus megacephalus Kok, MacCulloch, Lathrop, Willaert & Bossuyt, 2010
- Anomaloglossus mitaraka Fouquet, Vacher, Courtois, Deschamps, Ouboter, Jairam, Gaucher, Dubois, and Kok, 2019
- Anomaloglossus moffetti Barrio-Amorós & Brewer-Carias, 2008
- Anomaloglossus murisipanensis (La Marca, 1997)
- Anomaloglossus parimae (La Marca, 1997)
- Anomaloglossus parkerae (Meinhardt & Parmalee, 1996)
- Anomaloglossus praderioi (La Marca, 1997)
- Anomaloglossus roraima (La Marca, 1997)
- Anomaloglossus rufulus (Gorzula, 1990)
- Anomaloglossus saramaka Fouquet, Jairam, Ouboter, and Kok, 2020
- Anomaloglossus shrevei (Rivero, 1961)
- Anomaloglossus stepheni (Martins, 1989)
- Anomaloglossus surinamensis Ouboter & Jairam, 2012
- Anomaloglossus tamacuarensis (Myers & Donnelly, 1997)
- Anomaloglossus tepequem Fouquet, Souza, Nunes, Kok, Curcio, Carvalho, Grant & Rodrigues, 2015
- Anomaloglossus tepuyensis (La Marca, 1997)
- Anomaloglossus triunfo (Barrio-Amorós, Fuentes-Ramos & Rivas-Fuenmayor, 2004)
- Anomaloglossus vacheri Fouquet, Jairam, Ouboter, and Kok, 2020
- Anomaloglossus verbeeksnyderorum Barrio-Amorós, Santos & Jovanovic, 2010
- Anomaloglossus wothuja (Barrio-Amorós, Fuentes-Ramos & Rivas-Fuenmayor, 2004)

In una profonda revisione dei Dendrobatidi del 2017, Grant et al., hanno spostato 5 specie precedentemente in questo genere (A. astralogaster, A. atopoglossus, A. confusus, A. isthminus e A. lacrimosus) nel nuovo genere Ectopoglossus.